# Toyota Paseo
El Toyota Paseo (también conocido como Cynos en Japón y otras regiones) es un automóvil compacto deportivo producido por el fabricante japonés Toyota entre 1991 y 1999. Está basado en el Toyota Tercel.  Estaba disponible con carrocerías cupé y en la segunda generación también como descapotable. Toyota dejó de venderlo en los Estados Unidos en 1997, Sin embargo siguió vendiéndose en Canadá, Europa y Japón hasta 1999, antes de ser reemplazado por el Toyota Yaris en 2000. Los precios variaban desde los US$14.999 a los US$17.999. El Paseo al igual que el Tercel, compartía la misma plataforma que más tarde también tendrían el Toyota Starlet y el Toyota Cynos. Varias partes eran intercambiables entre los cuatro.

## Primera generación (1991-1995)
La primera generación del Paseo fue fabricada desde 1991 hasta 1995. Basado en el Toyota Tercel, el Paseo tenía un motor de 1.5 L serie E 5E-FE cuatro cilindros en línea. En la mayor parte de zonas, el motor del Paseo fue considerado como de 100 caballos (74 kW a 6400 rpm) y 124 Nm a 3200 rpm de torque.
En California y otros estados con el nivel de emisiones similar, fue tasado como 93 caballos (69 kW) y 136 Nm de torque. Estaba disponible con cambio manual de cinco velocidades o automático de cuatro velocidades.

## Segunda generación (1996-1999)
La segunda generación del Paseo fue introducida en 1996. Aparte de modernizar algunas partes electrónicas del motor, el único cambio a destacar fue la chapa. En 1997, un modelo convertible fue introducido. Sin embargo, este fue el último año que el Paseo fue vendido en los Estados Unidos. Toyota dejó de vender en 1999. Para reducir el nivel de emisiones, la segunda generación del motor del Paseo adoptaba las mismas especificaciones que los modelos CARB de California, desarrollando 93 CV (69 kW) y 163 Nm, siendo otro motor de la serie E, el motor 5E-FE I4.
Fue vendido en el Reino Unido desde 1996 hasta 1998, pero fue su mala acogida debido a sus bajas ventas y sus líneas redondeadas que no atraían a los compradores por lo que Toyota pudo haber perdido la esperanza en el modelo.
- Datos: Q682114
- Multimedia: Toyota Paseo / Q682114